# 스즈미야 하루히의 우울 캐릭터송
《스즈미야 하루히의 우울 캐릭터송》은 애니메이션 스즈미야 하루히의 우울에 등장한 캐릭터들의 앨범이다. 2006년 7월 5일 ~ 2007년 2월 21일에 걸쳐 발매되었다. 2006년 4월부터 7월까지 발매된 스즈미야 하루히의 우울의 등장한 주연 캐릭터 9명의 캐릭터송이다. Vol.1~3번 앨범은 6개의 트랙으로 구성, Vol.4,5 앨범은 5개의 트랙으로 구성되어 있으며, Vol.6~9번 앨범은 4개의 트랙으로 구성되어 있다.
《스즈미야 하루히의 우울 신 캐릭터송》은 TV애니메이션 스즈미야 하루히의 우울에 등장한 캐릭터들의 2009년 신(新) 앨범이다. 2009년 9월 30일부터 란티스를 통해 발매 예정. 4개의 트랙으로 구성되어 있다.

## 목록

### Vol.1 스즈미야 하루히
- 2006년 7월 5일 발매, 성우 히라노 아야

1. Parallel Days (パラレル Days)
2. SOS라면 괜찮아 (SOSならだいじょーぶ)
3. 하레하레유카이 ~Ver.스즈미야 하루히~ (ハレ晴レユカイ)
4. Parallel Days ~off Vocal~
5. SOS라면 괜찮아 ~off Vocal~
6. 하레하레유카이 ~off Vocal~

### Vol.2 나가토 유키
- 2006년 7월 5일 발매, 성우 치하라 미노리

1. 눈, 무음, 창가에서 (雪、無音、窓辺にて。)
2. SELECT?
3. 하레하레유카이 ~Ver.나가토 유키~ (ハレ晴レユカイ)
4. 눈, 무음, 창가에서 ~off Vocal~
5. SELECT? ~off Vocal~
6. 하레하레유카이 ~off vocal~

### Vol.3 아사히나 미쿠루
- 2006년 7월 5일 발매, 성우 고토 유코

1. 찾아봐요 Happy Life (見つけて Happy Life)
2. 시간의 퍼즐 (時のパズル)
3. 하레하레유카이 ~Ver.아사히나 미쿠루~ (ハレ晴レユカイ)
4. 찾아봐요 Happy Life ~off Vocal~
5. 시간의 퍼즐 ~off Vocal~
6. 하레하레유카이 ~off Vocal~

### Vol.4 츠루야씨
- 2006년 12월 6일 발매, 성우 마츠오카 유키

1. 청춘이란거, 좋잖아? (青春いいじゃないかっ)
2. 호기심 가득 (めがっさ好奇心)
3. 하레하레유카이 ~Ver.츠루야씨~ (ハレ晴レユカイ)
4. 청춘이란거, 좋잖아? ~off Vocal~
5. 호기심 가득 ~off Vocal~

### Vol.5 아사쿠라 료코
- 2006년 12월 6일 발매, 성우 쿠와타니 나츠코

1. 새끼손가락으로 꾸욱! (小指でぎゅっ!)
2. COOL EDITION
3. 하레하레유카이 ~Ver.아사쿠라 료코~ (ハレ晴レユカイ)
4. 새끼손가락으로 꾸욱! ~off Vocal~
5. COOL EDITION ~off Vocal~

### Vol.6 쿈의 여동생
- 2007년 1월 24일 발매, 성우 아오키 사야카

1. 여동생을 잊으면 사형이야 (妹わすれちゃおしおきよ)
2. 하레하레유카이 ~Ver.쿈의 여동생~ (ハレ晴レユカイ)
3. 여동생을 잊으면 사형이야 ~off Vocal~
4. 하레하레유카이 ~off Vocal~

### Vol.7 키미도리 에미리
- 2007년 1월 24일 발매, 성우 시라토리 유리

1. fixed mind
2. 하레하레유카이 ~Ver.키미도리 에미리~ (ハレ晴レユカイ)
3. fixed mind ~off Vocal~
4. 하레하레유카이 ~off Vocal~

### Vol.8 코이즈미 이츠키
- 2007년 2월 21일 발매, 성우 오노 다이스케

1. 구부러져라 스펙터클 (まっがーれ↓スペクタクル)
2. 하레하레유카이 ~Ver.코이즈미 이츠키~ (ハレ晴レユカイ)
3. 구부러져라 스펙터클 ~off Vocal~
4. 하레하레유카이 ~off Vocal~

### Vol.9 쿈
- 2007년 2월 21일 발매, 성우 스기타 토모카즈

1. 권태라이프 리턴즈! feat.스즈미야 하루히 (히라노 아야)(倦怠ライフ・リターンズ!)
2. 하레하레유카이 ~Ver.쿈~ (ハレ晴レユカイ)
3. 권태라이프 리턴즈! ~off Vocal~
4. 하레하레유카이 ~off Vocal~

## 신 캐릭터송 목록

### Vol.1 스즈미야 하루히
- 2009년 9월 30일 발매, 성우 히라노 아야

1. Punkish regular
2. 그날 하늘은 반드시 푸르다 (その日空はきっと青い)
3. Punkish regular ~off Vocal~
4. 그날 하늘은 반드시 푸르다 ~off Vocal~

### Vol.2 나가토 유키
- 2009년 9월 30일 발매, 성우 치하라 미노리

1. under"Mebius"
2. 통과지점의 MUSICA (通過地点のMUSICA)
3. under"Mebius" ~off Vocal~
4. 통과지점의 MUSICA ~off Vocal~

### Vol.3 아사히나 미쿠루
- 2009년 9월 30일 발매, 성우 고토 유코

1. 엣또... 리턴즈해서 리벤지! (えっと…リターンズしてリベンジ！)
2. 이상해요 무서워요 (ヘンですコワイですっ)
3. 엣또... 리턴즈해서 리벤지! ~off Vocal~
4. 이상해요 무서워요 ~off Vocal~

### Vol.4 코이즈미 이츠키
- 2009년 11월 18일 발매, 성우 오노 다이스케

1. "시시한 이야기예요"라고 나는 말한다 (〈つまらない話ですよ〉と僕は言う)
2. 단순한 비밀 (ただの秘密)
3. "시시한 이야기예요"라고 나는 말한다 ~off Vocal~
4. 단순한 비밀 ~off Vocal~

### Vol.5 쿈
- 2009년 12월 9일 발매, 성우 스기타 토모카즈

1. 호모 사피엔스 랩소디 (ホモ・サピエンス・ラプソディ)
2. 하지만 그게 다가 아니야 (だがそれだけじゃない)
3. 호모 사피엔스 랩소디 ~off Vocal~
4. 하지만 그게 다가 아니야 ~off Vocal~

### Vol.6 츠루야씨
- 2009년 12월 9일 발매, 성우 마츠오카 유키

1. 제사 후 제사! 어서 오세요 (祭って祭って! いらっしゃ~い)
2. 시끄러운 가짜 디 엔드 (お騒がせのジ・エンド)
3. 제사 후 제사! 어서 오세요 ~off Vocal~
4. 시끄러운 가짜 디 엔드 ~off Vocal~

### Vol.7 타니구치
- 2009년 12월 9일 발매, 성우 시라이시 미노루

1. 인생의 주역 콜! (人生の主役コール!)
2. 〈친구로서는 그거〉가 되고 있다 (〈友達としてはソレが〉となっている)
3. 인생의 주역 콜! ~off Vocal~
4. 〈친구로서는 그거〉가 되고 있다 ~off Vocal~